# Animal Farm (Oper)
Animal Farm ist eine Oper in zwei Akten, neun Szenen und einem Epilog von Alexander Raskatow (Musik) mit einem Libretto von Ian Burton und Alexander Raskatow nach George Orwells Fabel Farm der Tiere. Sie wurde am 3. März 2023 in der Nationale Opera in Amsterdam uraufgeführt.

## Handlung

### Erster Akt
Der betrunkene Farmer Mr Jones bedrängt seine Frau, die ihn vehement zurückweist.
Der alte Eber Old Major ruft vor seinem nahenden Tod eine Versammlung der Farmtiere ein, um ihnen zu erklären, dass sie von den Menschen ausgenutzt und schließlich sogar getötet werden. Das führt zu heftigen Diskussionen unter den Tieren. Der Esel Benjamin hält das für die natürliche Ordnung. Die anderen dagegen erkennen allmählich die Wahrheit. Old Major rät ihnen, sich gegen die Menschen aufzulehnen und schlägt einige Grundregeln vor: Sie sollen keine Kleidung tragen, nicht im Haus leben oder in einem Bett schlafen, keinen Tabak rauchen oder Alkohol trinken, kein Geld besitzen, Handel treiben oder ein anderes Tier töten. Alle Tiere seien gleich. Wie es danach weitergehen soll, weiß noch niemand. Die Ziege Muriel sorgt sich um ihr Futter, die Stute Mollie um Zucker und ihre schönen Bänder. Der Rabe Blacky versichert ihnen, dass sie nach der Revolution „wie auf dem Kandiszucker-Berg“ im Himmel über den Wolken leben werden. Als Old Major darauf hinweist, dass Jones betrunken sei und die Farm vernachlässige, erheben sich die Tiere. Sie vertreiben das Farmerpaar und geben der Farm den Namen „Animalfarm“ (‚Farm der Tiere‘). Die Schweine Snowball und Napoleon lassen die neuen Gebote an die Scheunenwand schreiben. Man skandiert den neuen Leitsatz: „Vier Beine gut, zwei Beine schlecht“.
Die Tiere müssen die Farmarbeit nun selbst erledigen. Besonders das Zugpferd Boxer ist hoch motiviert. Snowball und Napoleon richten für alle Teilaufgaben Ausschüsse ein, in denen sie sich zusammenschließen. Benjamins Frage nach der Verwendung der Milch beantwortet das Schwein Squealer damit, dass die Schweine sie trinken werden. Wenn sie nämlich ihre Pflichten nicht erfüllten, würde Jones zurückkehren.
Jones hat Hilfe von seinem Nachbarn Pilkington erhalten. Dessen Leute werden von den Tieren in hartem Kampf, bei dem ein Schaf ums Leben kommt, zurückgeschlagen. Napoleon ehrt Boxer und anschließend sich selbst als Tierhelden „Erster Klasse“. Mollie lässt sich unterdessen von Pilkington verführen und folgt diesem zum Nachbarhof.
Eine Woche später ärgern sich Blacky und Muriel über Mollies lange Abwesenheit. Es scheint ihr bei Pilkington offenbar gut zu gefallen. Snowballs Vorschlag, eine Mühle zu bauen, um Strom zu erzeugen und die Arbeit zu erleichtern, stößt bei Napoleon auf Ablehnung. Wichtiger seien Schusswaffen und Training zur Verteidigung. Schnell bilden sich zwei Parteien aus den jeweiligen Unterstützern. Napoleons Anhänger gewinnen die Oberhand, und Snowball flieht. Napoleon gründet ein Schweinekomitee mit sich selbst als Vorsitzendem und erklärt Snowball zum Verbrecher. Dann verkündet er einen Strategiewechsel: Er selbst lässt die Windmühle bauen. Außerdem will er mit dem Menschen Pilkington Handel treiben und erklärt das entsprechende Verbot für ungültig. Squealer meint, dieses sei lediglich durch Snowballs Lügen zustande gekommen, und Blacky stellt die Existenz des Verbots als Ganzes in Frage. Kurz darauf verbreiten sich Gerüchte, dass die Schweine in das Farmhaus gezogen seien, ihre Mahlzeiten in der Küche einnehmen und in den Betten schlafen. Das widerspricht weiteren Grundsätzen. Blacky leugnet, dass es jemals solche Regeln gegeben habe. Squealer weist darauf hin, dass die Schweine jeden Komfort benötigen, um ihre geistige Arbeit verrichten zu können. Wenig später wird die Windmühle von einem Blitz getroffen. Napoleon weist die Schuld Snowball zu und verurteilt ihn in Abwesenheit zum Tode.

### Zweiter Akt
Der verzweifelte Snowball befindet sich noch immer auf der Flucht. Blacky redet den anderen ein, dass er von Anfang an für Pilkington spioniert habe. Die Schweine spüren Snowball auf und richten ihn hin. Napoleon veranstaltet Schauprozesse, in denen Gruppen von Ziegen, Kühen und Schafen als angebliche Mittäter immer absurdere Geständnisse ablegen und ebenfalls zum Tode verurteilt werden. Die Pferde Clover und Boxer sehen dadurch ihre Ideale verletzt. Um Trost zu finden, stimmen sie ihre Hymne „Beasts of Farmland“ an, was Napoleon aber per Sonderdekret untersagt.
Squealer versucht, die Schweineschauspielerin Pigetta zu verführen. Da sie sich ihm entziehen will, vergewaltigt und ermordet er sie mit dem Kommentar, seine Blumen seien als Grabschmuck gedacht.
Benjamin kann sich nur schwach an die ursprünglichen Gebote erinnern. Als Blacky ihn auffordert, ihm das sechste Gebot vorzulesen, in dem es hieß, dass kein Tier ein anderes töten dürfe, verweist er ihn an Muriel. Ihr zufolge steht dort nun: „Kein Tier soll ein anderes grundlos töten“. Die Hinrichtung der Verräter war daher gerechtfertigt. Squealer preist Napoleons Weisheit und Herzensgüte, und der Schweinepoet Minimus trägt mit Unterstützung der Hennen und Enten (Kinderchor) ein Loblied auf ihn vor.
Weil Pilkington von Napoleon unbrauchbares Holz erhalten hat, hat er die Windmühle sprengen lassen. Die Tiere konnten die Angreifer nur unter Verlusten zurückschlagen. Eine Kuh, drei Schafe und zwei Gänse kamen ums Leben. Dennoch lässt Napoleon eine große Siegesfeier ausrichten, bei der auch Alkohol gereicht wird. Muriel stellt fest, dass das fünfte Gebot nun lautet: „Kein Tier soll im Übermaß Alkohol trinken“. Hennen und Enten besingen den „Sieg des Animalismus“. Als Boxer durch die übermäßigen Anstrengungen seiner Arbeit zusammenbricht, verspricht Squealer, ihn in ein Krankenhaus bringen zu lassen. Die Sanitäter sind jedoch in Wirklichkeit Mitarbeiter eines Abdeckers. Squealer überbringt den anderen Boxers angebliche sieben letzte Worte: „Lang lebe Napoleon! Napoleon hat immer recht!“ Benjamin bittet Muriel, ihm das letzte Gebot von der Scheunenwand vorzulesen. Dort steht nur noch ein einziger Spruch: „Alle Tiere sind gleich, aber manche sind gleicher als die anderen!“

## Gestaltung

### Libretto
Einige Hauptfiguren sind historischen Vorlagen nachgebildet. Der alte Idealist Old Major erinnert an Karl Marx und Wladimir Iljitsch Lenin, der skrupellose und machtgierige Napoleon an Josef Stalin, Snowball an Leo Trotzki und der propagandistische Worteverdreher Squealer an den NKWD-Leiter Lawrenti Beria und den Stalin-Vertrauten Wjatscheslaw Molotow. Der Poet Minimus dient ebenfalls der Propaganda. Das fleißige Pferd Boxer und die Stute Clover bleiben der neuen Ideologie loyal. Mollie hingegen denkt nur an sich selbst und lässt sich vom Nachbarn verführen. Der Esel Benjamin äußert Zweifel, steht aber abseits. Er kann als Symbol für die russischen Juden gelten. Die intelligente und lesekundige Ziege Muriel ist durch die für sie deutlich erkennbaren Widersprüche zwischen Ideologie und Realität irritiert. Der Rabe Blacky ist in der Lage, sich schnell an die vorherrschenden Gegebenheiten anzupassen. Der Chor repräsentiert die manipulierbare Menge, die den Schweinen ihre Machtfülle ermöglicht und zu ihrem Opfer wird.
Als man Raskatow das Sujet vorschlug, hatte er zwar bereits von dem Buch gehört, es aber noch nicht selbst gelesen, da es in der Sowjetunion, in der er aufgewachsen war, gebannt war. Nach der Lektüre erkannte er sofort die Parallelen zu seiner eigenen Familiengeschichte. Sein Großvater hatte jahrelang im Gulag gelebt, und seine Eltern hatten als Ärzte mit jüdischen Wurzeln unter Stalins Repressalien gelitten. Raskatow nahm einige Änderungen am Libretto vor, um diese Bezüge zu verdeutlichen. So ergänzte er Zitate von Stalin, Trotzki, Nikolai Bucharin und Beria. Squealers Vergewaltigungsszene im zweiten Akt bezieht sich direkt auf Berias Machtmissbrauch gegenüber Frauen. Die Ermordung Snowballs (Trotzki) durch Napoleon (Stalin) ist eine weitere Ergänzung des Librettos nach einer historischen Begebenheit. Andere Anpassungen galten einigen ursprünglich eher narrativen Passagen, die Raskatow in Handlung umwandelte. Außerdem achtete er auf größere Kontraste und kürzere Sätze. Von großer Bedeutung war für ihn die Kommunikation mit dem Publikum. Die Oper solle auch ohne Vorkenntnisse berühren. Raskatow fasste das in drei „e-Worte“ zusammen: „energetisch, exzentrisch und extravagant“.
Die Inszenierung spielt nicht wie die Vorlage auf einer Farm, sondern in einem Schlachthaus. Die Charaktere erheben sich, um eine freie Gesellschaft zu begründen, doch die Mechanismen der Unterdrückung kommen wieder an die Oberfläche. Der Wendepunkt ist die Frage nach der Verwendung der erzeugten Milch, die die Schweine für sich beanspruchen, weil ihre Aufgabe so bedeutend sei, um künftige Angriffe der Menschen zurückzuschlagen. Sie spielen mit der Angst der anderen Tiere und werden allmählich selbst zu Diktatoren. Sichtbar wird das auch an den Kostümen der überlebenden Figuren, die ihre Tierähnlichkeit nach und nach verlieren. Michieletto wies auf einen weiteren Unterschied zur Vorlage hin: Während das Ende von Orwells Fabel aus Sicht der Unterdrückten dargestellt wird, rückte er die Herrschenden ins Zentrum. Im Buch bleibe man außerhalb des Hauses der Schweine. Hier dagegen werde das Publikum hineingezogen, was vermutlich noch verstörender sei.

### Musik
Im Programmheft der Nationale Oper Amsterdam ist angegeben, dass die Oper aus drei Akten besteht. Auf der Website hingegen sind es nur zwei Akte, ebenso wie bei der Folgeaufführung in Wien.
Raskatow entwickelte für diese Oper einen sogenannten „Skalpell-Stil“, der sich durch kurze melodische Linien und scharfe Kontraste auszeichnet. Außerdem legte er großen Werk auf den Rhythmus. Da er die Musik zeitgenössischer Komponisten als zu komplex empfand, suchte er nach einem Weg, die „vergessene Syntax der ‚alten‘ Opern“ wiederzubeleben und die Aufmerksamkeit des Publikums mit Hilfe von Melodie und Rhythmus zu fesseln. Die Gesamtheit der Solo-Stimmen betrachtete als eine Art „vokales Orchester“ und gab jeder Figur eine eigene musikalische Identität und Entwicklung. Die 21 Solorollen nutzen die gesamte Bandbreite der menschlichen Stimme einschließlich neuartiger Verfremdungseffekte, die von den jeweiligen Tierlauten inspiriert sind. Die Stimmen sind „kaleidoskopartig miteinander verzahnt und ineinander verschachtelt“ (Sergio Morabito). Für Raskatow war es wichtig, die Ausführenden zu kennen, bevor er die Musik schrieb. Daher wirkten bei der Uraufführung einige Künstler mit, die schon länger mit ihm zusammenarbeiteten. Zu diesen gehören seine Ehefrau Elena Vassilieva (Blacky), der „Basso profondo“ Gennadi Bessubenkow (Old Major), Karl Laquit (Benjamin und Pigetta) und Michael Gniffke (Snowball). Der Countertenor Artem Krutko erhielt eine hochvirtuose Paradearie.
Für die Darstellung von Satire, Ironie oder Polemik nutzte Raskatow „atmosphärische Zitate“ aus der Oper Lady Macbeth von Mzensk von Dmitri Schostakowitschs – einem Komponisten, der sich persönlich mit dem Stalinismus auseinandersetzen musste.

### Orchester
Die Orchesterbesetzung der Oper umfasst die folgenden Instrumente:
- Holzbläser: zwei Flöten (beide auch Piccolo, 2. auch Altflöte), zwei Oboen (2. auch Englischhorn), drei Klarinetten (1. auch Es-Klarinette, 2. und 3. auch Bassklarinette), zwei Saxophone, zwei Fagotte (beide auch Kontrafagott)
- Blechbläser: vier Hörner, drei Trompeten (1. auch Piccolotrompete), drei Posaunen (3. auch Kontrabassposaune und Basstrompete), Tuba
- Pauken, Schlagzeug (Triangel, drei Kuckucksflöten, zwei Cuícas, vier Kuhglocken, Bamboo, vier Tempelblöcke, drei Holzblöcke, zwei Ratschen, zwei Stempelflöten, zwei Sirenen, Flexaton, Löwengebrüll, Güiro, vier Bongos, drei Tomtoms, drei Congas, Rototom, große Trommel, Trommel, Hi-Hat, drei hängende Becken, Becken, Bell tree, Amboss, Stahlplatte, kleines Glockenspiel, zwei Gongs, Waterphone, drei Watergongs, Tempelgong, Kirchenglocke, Crotales, Glocken, Vibraphon, Marimba, Steeldrums, Thai Gongs, Plattenglocken, Metronom)
- zwei Harfen
- Celesta, Klavier, Zymbal
- E-Gitarre, E-Bassgitarre
- Streicher

## Werkgeschichte
Die Oper Animal Farm des russischen Komponisten Alexander Raskatows entstand im Auftrag der Nationale Oper Amsterdam, der Wiener Staatsoper, des Teatro Massimo Palermo und der Finnischen Nationaloper. Das Libretto verfasste Ian Burton in enger Zusammenarbeit mit dem Komponisten. Es basiert auf George Orwells Fabel Farm der Tiere. Die Idee für eine Opernfassung dieses Werks hatte der Regisseur Damiano Michieletto. Die Nationale Oper Amsterdam zeigte sofort Interesse an dem Stoff. Die Oper ist Irina Antonowna Schostakowitsch gewidmet, der Witwe des Komponisten Dmitri Schostakowitsch.
Die Uraufführung fand am 3. März 2023 in Amsterdam statt. Die Inszenierung stammte von Damiano Michieletto, die Bühne von Paolo Fantin, die Kostüme von Klaus Bruns, die Choreografie von Thomas Wilhelm und das Lichtdesign von Alessandro Carletti. Das Netherlands Chamber Orchestra, der Chor der Dutch National Opera und der Nieuw Amsterdams Jeugdkoor standen unter der musikalischen Gesamtleitung von Bassim Akiki. Es sangen Gennadi Bessubenkow (Old Major), Misha Kiria (Napoleon), Michael Gniffke (Snowball), James Kryshak (Squealer), Germán Olvera (Boxer), Karl Laquit (Benjamin und Pigetta), Artem Krutko (Minimus), Helena Rasker (Clover), Maya Gour (Muriel), Elena Vassilieva (Blacky), Holly Flack (Mollie),  Marcel Beekman (Mr Jones), Francis van Broekhuizen (Mrs Jones) und Frederik Bergman (Mr Pilkington). Die Produktion wurde von Publikum und Kritik sehr gut aufgenommen. Die Folgeaufführungen waren ausverkauft. Die Jury der britischen Fachzeitschrift Opera kürte sie bei den International Opera Awards 2023 zur „Uraufführung des Jahres“.
Die koproduzierende Wiener Staatsoper zeigte die Inszenierung ab dem 28. Februar 2024. Viele Sänger der Amsterdamer Uraufführung wirkten auch hier mit. Neu besetzt wurden Wolfgang Bankl als Napoleon, Andrei Popow als Squealer, Stefan Astakhov als Boxer, Margaret Plummer als Clover, Isabel Signoret als Muriel, Daniel Jenz als Mr Jones, Aurora Marthens als Mrs Jones und Clemens Unterreiner als Mr Pilkington. Die musikalische Leitung übernahm Alexander Soddy. In Wien wurde eine geringfügig überarbeitete Fassung gespielt. Die Änderungen betrafen im Wesentlichen Generalpausen, Tempoanpassungen und in paar kleine Striche „zur Fokussierung der Handlung“. Außerdem wurden in Wien im Gegensatz zu Amsterdam die Sänger nicht elektronisch verstärkt. Einige größere Schlaginstrumente mussten allerdings aus Platzgründen akustisch aus dem Orgelsaal im sechsten Stock übertragen werden.
Bernhard Doppler als Rezensent von BR-Klassik empfand die Inszenierung als „bedrückend aktuell“. Sie überzeuge, weil sie „keine plumpen Aktualisierungen“ vornehme. Den Zuhörer überwältige vor allem die Komposition. Alexander Keuk von der Neuen Musikzeitung hingegen meinte, dass „mehr aktuelle Kommentierung, kunstartige Übertreibung und vor allem ein radikaler Epilog vonnöten“ gewesen wäre. Michael Klier schrieb nach der Amsterdamer Uraufführung in Bachtrack, es handle sich um eine „unter die Haut gehende[], ungemein zeitgemäße[] Oper“. Norman Schwarze (ebenfalls Bachtrack) nannte die Musik „eklektisch“. Sie biete „viel Neues“, bleibe aber „in weiten Teilen dem lautmalerischen Element treu“ und sei nicht besonders abwechslungsreich. Insgesamt sei aber „diese Inszenierung durchweg zu empfehlen“. Manfred A. Schmid beschrieb die Musik als „eklektizistisch im besten Sinn des Wortes“. Jede Figur sei „mit einer ganz eigenen, unverwechselbaren musikalischen Signatur ausgestattet“.

## Aufnahmen
- 2. März 2024 – Alexander Soddy (Dirigent), Damiano Michieletto (Inszenierung), Paolo Fantin (Bühne), Klaus Bruns (Kostüme), Thomas Wilhelm, Alessandro Carletti (Licht).
 Gennadi Bessubenkow (Old Major), Wolfgang Bankl (Napoleon), Michael Gniffke (Snowball), Andrei Popow (Squealer), Stefan Astakhov (Boxer), Karl Laquit (Benjamin und Pigetta), Artem Krutko (Minimus), Margaret Plummer (Clover), Isabel Signoret (Muriel), Elena Vassilieva (Blacky), Holly Flack (Mollie),  Daniel Jenz (Mr Jones), Aurora Marthens (Mrs Jones), Clemens Unterreiner (Mr Pilkington).
 Video; live aus der Wiener Staatsoper.
 Übertragung im Radio Österreich 1; Videostream auf der Website der Wiener Staatsoper.[18]